# Краматорський металургійний завод
Крамато́рський металургі́йний завод  — металургійне підприємство з повним циклом виробництва на території міста Краматорська (Донецька область України).
Розташоване на північний схід від залізничної станції Краматорськ на обох берегах річки Казенний Торець. Підприємству належать також так звана Шлакова гора й адміністративні та житлові будівлі в селищі Ясна Поляна. В наш час[коли?] одна з двох доменних печей не працює.

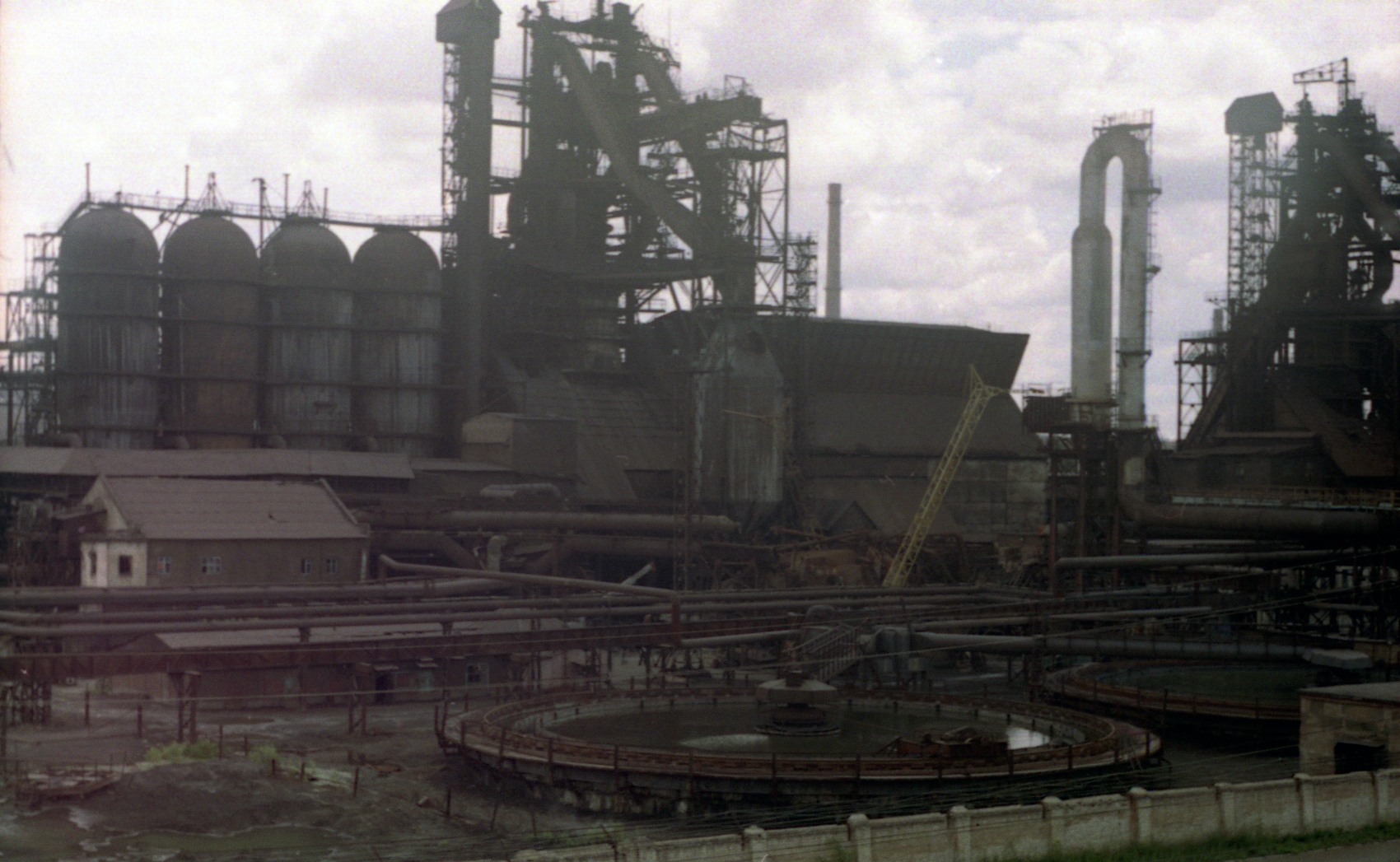
Доменний цех

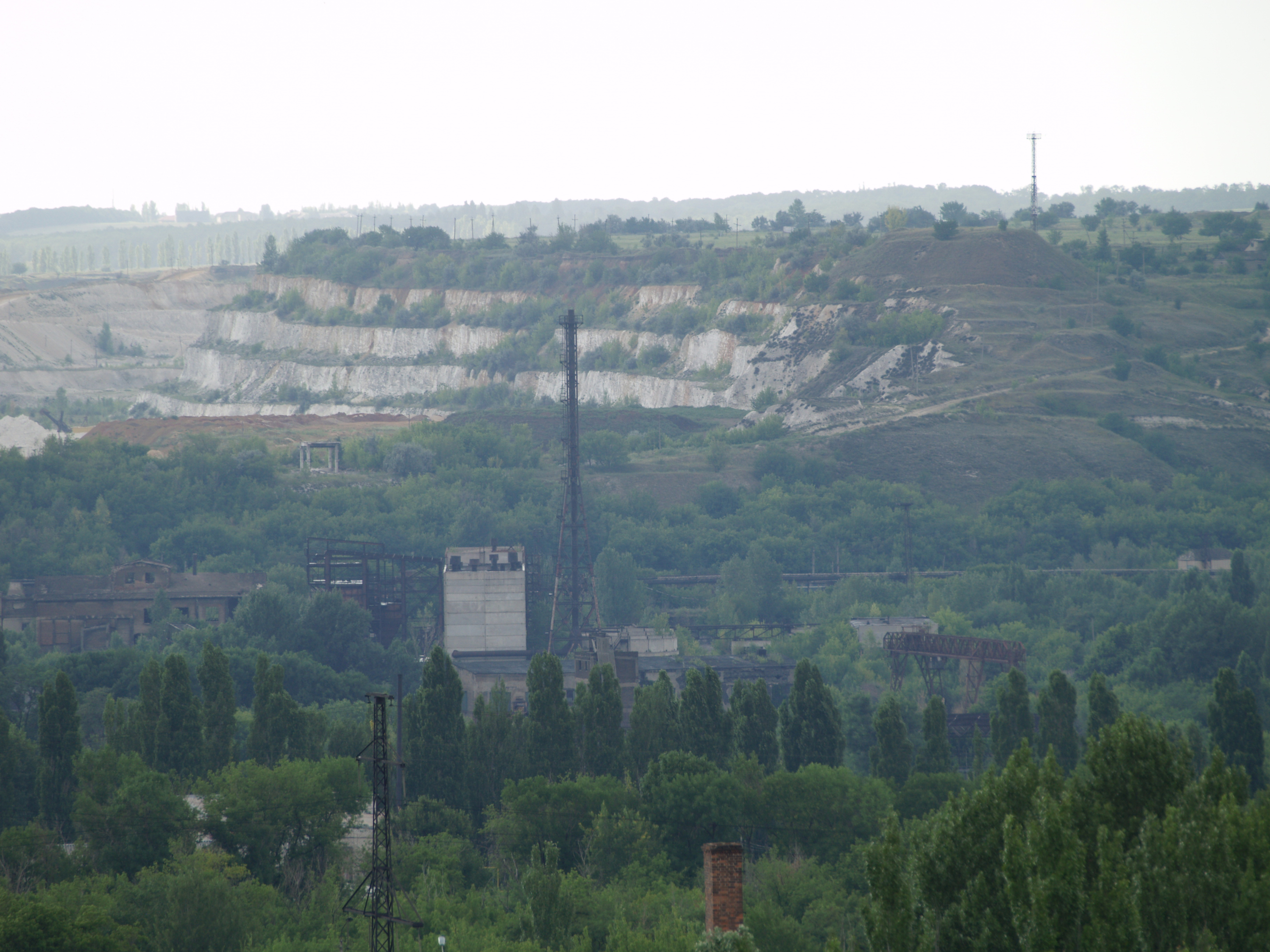
Один з цехів заводу на тлі Крейдяної гори

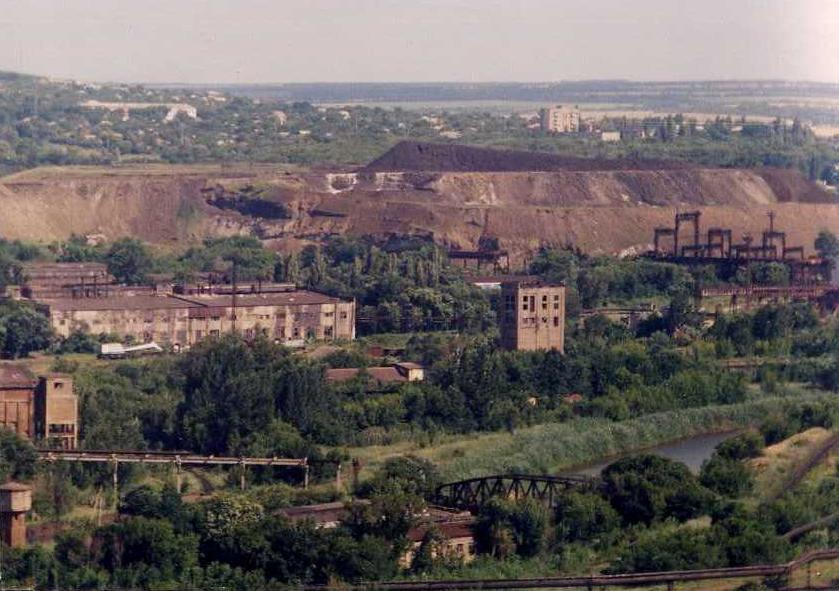
Завод і «Шлакова гора»

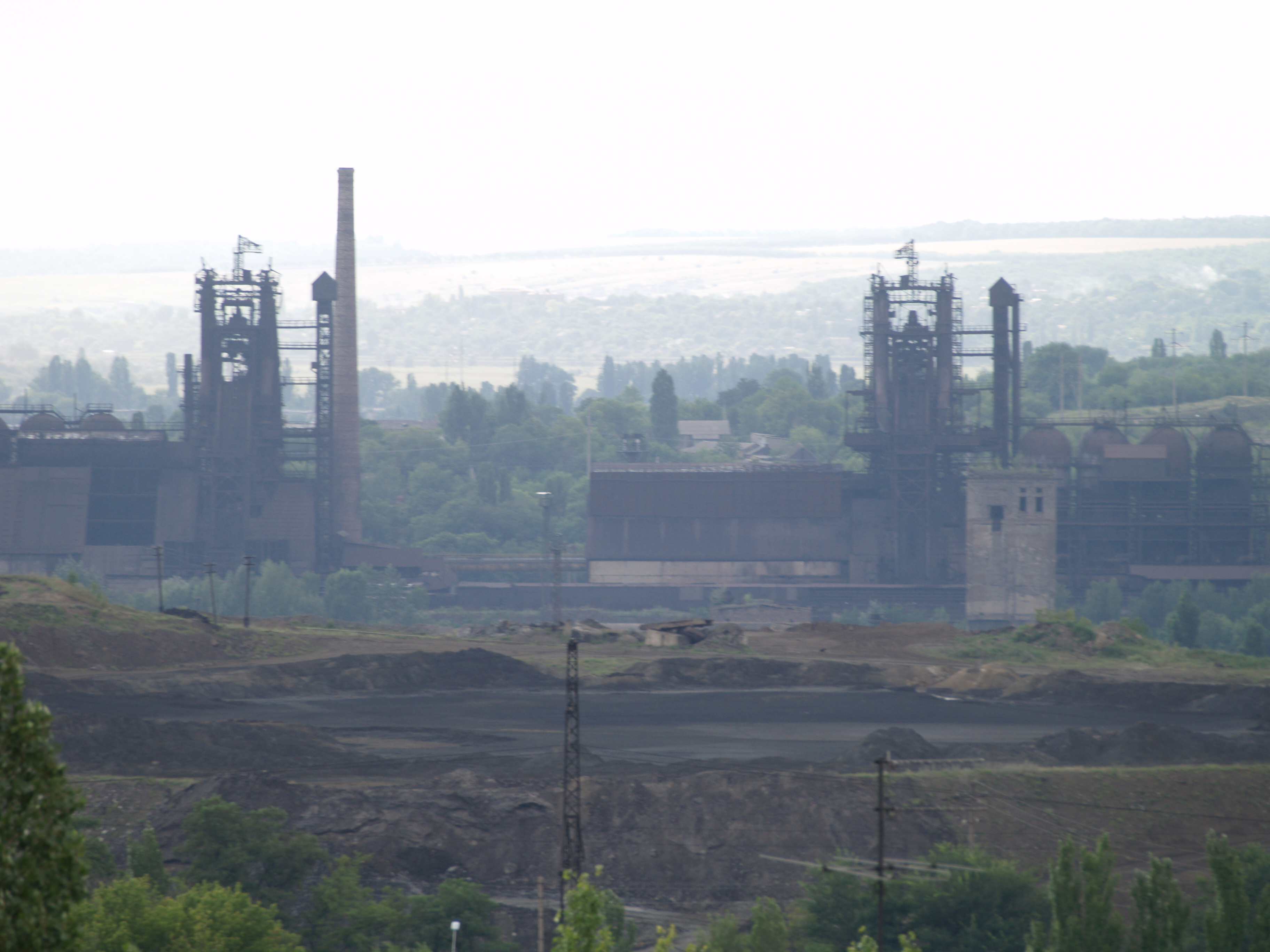
Доменні печи та «Шлакова гора»

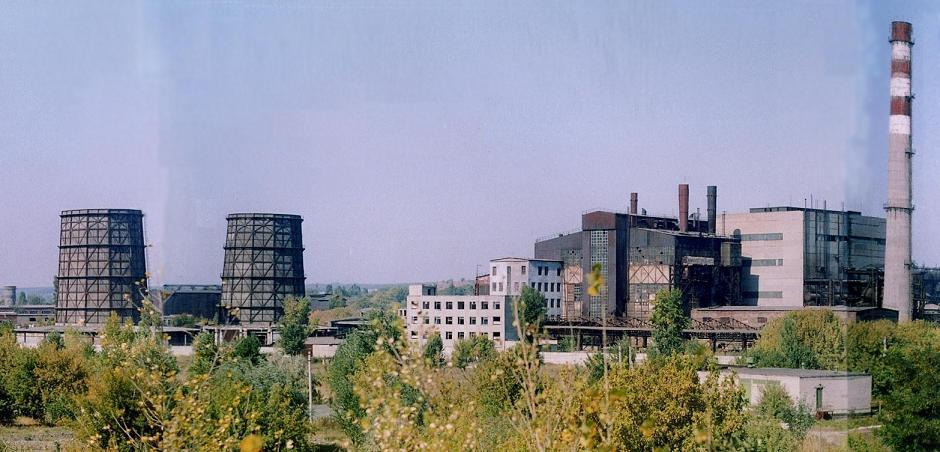
Мартенівський і металопрокатний цехи

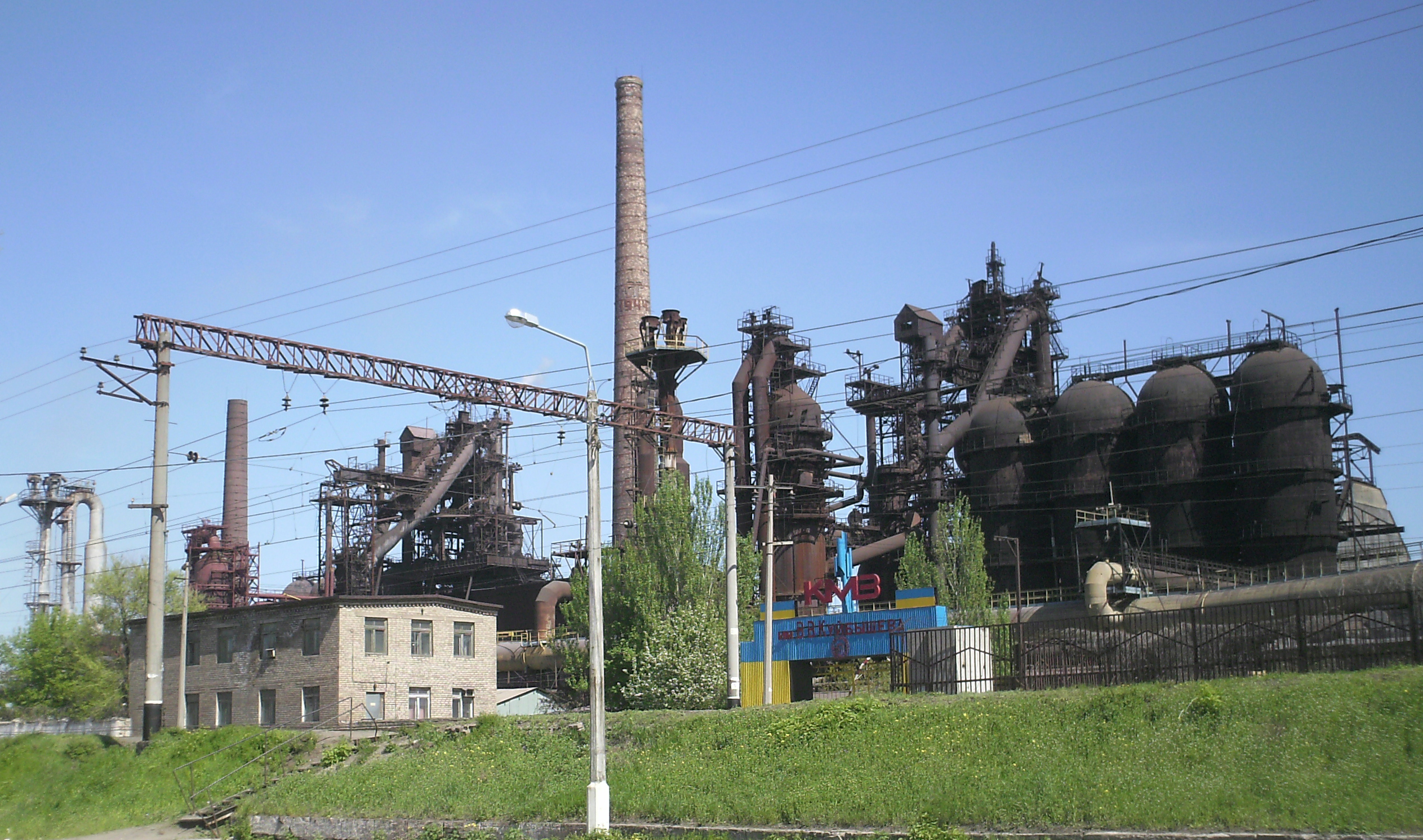
Прохідні з боку залізниці

## Історія
Вересень 1896 — початок роботи заводу. Вже на 1897 р. на ньому працювало 400 людей.
Серпень 1898 — для забезпечення механічного виробництва металом були запущені доменні печі № 1 і № 2 та отримали перший чавун. На 1899 рік робітників заводу складало вже 2000 людей. Під час 1901—1904 рр. виробництво чавуна досягло 73,7 тис. т.
15 вересня 1899 — на базі польської машинобудівної фірми «В. Фішнер і К.Гампер» було засновано «Краматорське машинобудівне товариство» (КМТ).
1902 — була відкрита заводська школа.
1903 — інженер М. К. Курако (який працював у період в 1902—1906 рр.) побудував домну нової конструкції, яка перевершувала по показниках інші печі.
1905 — був введений у стрій мартеновський цех.
1907 — побудовано нову будівлю школи (тепер 4-літньої)
1909 — запущений великосортний стан 620, виробляючий смугобульб.- з'явилися футбольні команди.
1910 — почав працювати прокатний цех.
1911 — виробництво чавуну досягло 158,9 тис. тонн, а сталі — 60,6 тис. тонн.
1912 — на заводі було засноване Краматорське спортивне товариство (КСО). На підприємстві працювали 1470 осіб (крім росіян і українців працювали ще німці, чехи, австрійці та поляки).
21 травня (за ст. стилем — 9 травня 1912) — була організована пожежна команда.
1913 — був відкритий парк КСТ (зараз носить назву Сад Бернацького, раніше — Парк ім. Леніна) з футбольним полем і плавальним басейном.
1914 — іноземці були виключені зі складу акціонерів. В КМС працювало на той момент 1340 осіб, а всього на заводі — 4063.
1917 — через дефіцит грошової маси для розрахунків з працівниками та інженерно-технічним персоналом дирекція випустила тимчасові гроші знаки вартістю 1, 3, 5, 10, 25, 100 рублів. Папір бонів КМС мала захист — водяні знаки, але в попит вони так і не пішли. На той момент робочий склад заводу становив 4084 людини.
1918 — була зупинена мартенівська піч. Кількість працівників заводу зменшилась майже удвічі (2315 осіб).
17 листопада 1920 — Постановою Президіуму Укрраднаргоспу завод був націоналізований, отримавши назву Краматорського державного машинобудівного і металургійного заводу (КДММЗ).
17 грудня 1920 — виробництво було зупинено через фінансову і сировинну кризу.
1 червня 1922 — постановою Президіуму Укрраднадгоспу завод переданий в Управління вугільною кам'яною промисловістю (Донвугілля).
12 серпня 1922 — відновила роботу мартеновська піч.
1 жовтня 1925 — завод був виведений з-під управління Донвугілля і був реорганіозований у трест КДМЗ.
1926 — продукція доменного і мартеновського цехів перевершила довоєнний рівень.
20 червня 1927 — стала виходити газета «Краматорська домна» (19 вересня 1930 р. вона була перейменована як «Краматорська правда»).
1929 — у зв'язку з будівництвом нового заводу важкого машинобудування КДММЗ увійшов до складу комбінату «Краммашбуд».
1931 — побудована нова електроповітряна станція.
1932 — було випущено 256 тис. тонн чавуна, 143 тис. тонн сталі, 133 тис. тонн прокату.
1 червня 1934 — розпорядженням Наркомважмашу підприємство було розділено на два заводи: Старокраматорський машинобудівний завод та Краматорський машинобудівний завод.
1934 - вибух доменної пічі.
Після початку німецько-радянської війни у 1941 завод був перевезний до м. Саров (Росія).
Після окупації завод був переданий в управління компанії Huttenwerke-Gesellschaft Ost m.b.H., що ремонтувала на ньому вугільне приладдя. З 1943 на заводі, який мав назву Neue Maschinenfabrik Kramatorsk, ремонтувалися танки та інша військова техніка. Також на ньому було розміщене замовлення на виготовлення 1000 циліндро-розточних та циліндро-шліфованих верстатів. На серпень 1943 працювало 2 тис. робітників на території заводу.
Після захоплення Донбасу Червоною армією в 1943 році директором заводу був призначений Ігнатенко. 17 лютого 1944 — перша післявоєнна плавка сталі.
1950 — була запущена доменна піч № 34, а існувавша доменна піч № 3 була переведена на виплавку феромарганцю.
1963 — здана в експлуатацію більш доменна піч, яку капітально відремонтували у 1981. В той же рік перед заводоуправлінням був відкритий пам'ятник В. Куйбишеву.
1989 — у мартеновському цеху побудували чотирьохручну сортову МНЛЗ горизонтального типу, яка передбачала отримання квадратної заготовки перетину 155×175 мм продуктивністю 80 т/год.
1990 — МНЛЗ була демонтована через невдалу експлуатацію.
1994 — державне підприємство перетворено у ВАТ «Краматорський металургійний завод ім. В. Куйбишева».
2000 — зупинена доменна піч № 3, був закритий мартеновський цех.
2007 сталась аварія на доменній печі № 4. Через рік її було відремонтовано і було вироблено на ній 205 тис. тонн чавуна і 24 тис. тонн прокату. Але вже 2009 року її знов було зупинено через падіння попиту на чавун.
14 липня 2010 — на базі КМЗ було засновано нове підприємство — ТОВ «Краматорський феросплавний завод».
2012 — мартенівський цех було демонтовано.

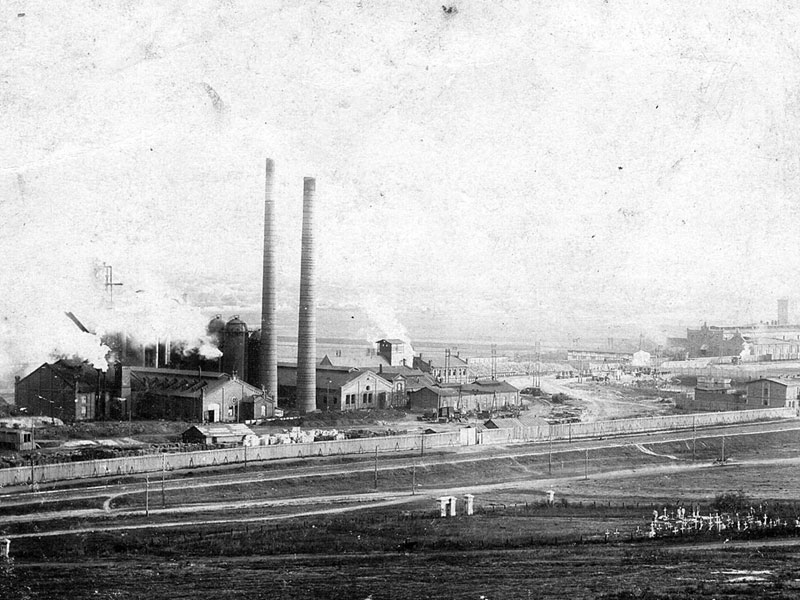
Домна Краматорського металургійного товариства
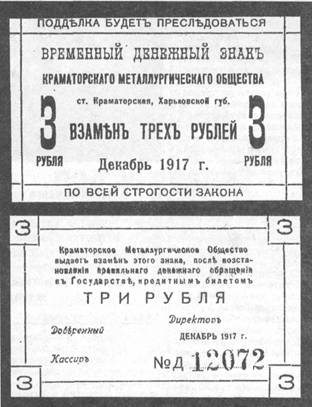
Бони Краматорського металургійного товариства (1917 рік)
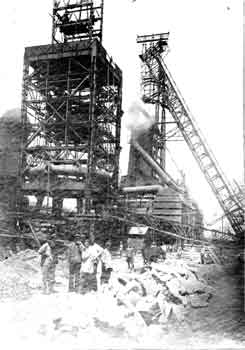
Будівництво домни №2 біс
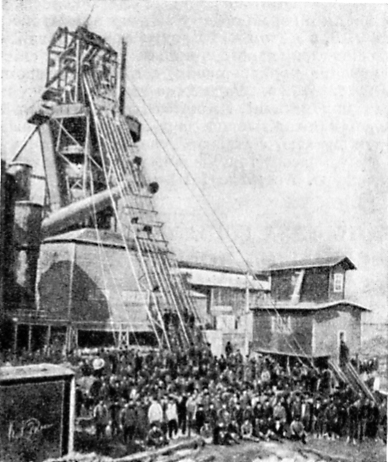
Пуск домни №2 біс у 1926 році
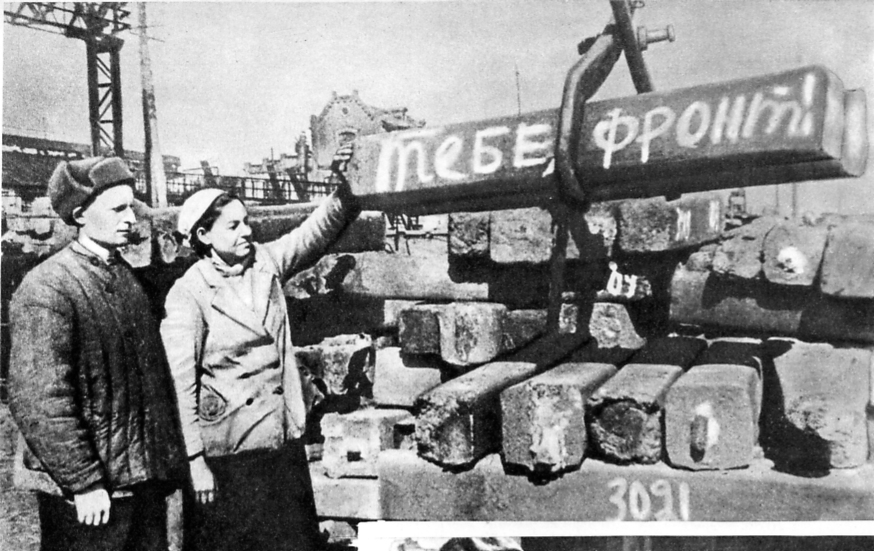
Відвантаження сталі відновленого заводу в 1944 році
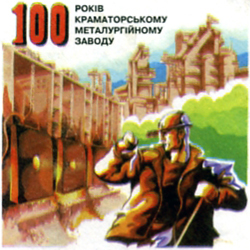
Зображення на поштовому конверті, виданому на честь сторіччя Краматорського металургійного заводу

оо